# Carlo Bodro
Carlo Bodro (Albiano d'Ivrea, 4 ottobre 1841 – ...) è stato un editore musicale e organista italiano.

## Biografia
Nato da padre organaro ad Albiano d'Ivrea, borgo agricolo non lontano da Ivrea, entrò in contatto con il mondo della musica probabilmente proprio ad opera del padre. Lo studio dell'organo proseguì sotto la guida del maestro piemontese Bernardo Barasa. Citato come organista da varie fonti, Bodro fu tra l'altro titolare dell'organo della chiesa di San Martino, costruito nel 1834 dall'organaro Felice Bossi di Bergamo e fu direttore della banda musicale del suo paese d'origine.
Verso il 1880 si trasferì a Cuneo. Durante il suo soggiorno cuneese Bodro non solo continuò ad interessarsi di organi ed arte organaria, ma fondò un Istituto Musicale e Drammatico che da lui prese il nome, presso il quale svolse attività didattica, commerciale (strumenti musicali e partiture) e soprattutto editoriale.
Oltre alla stampa musicale, quasi sempre composizioni didattiche o brani caratteristici rivolti a un pubblico di dilettanti che privilegiava la dimensione salottiera, l'Istituto Musicale Drammatico Bodro pubblicò e commercializzò per alcuni anni il periodico bimensile "La Musica in Famiglia", indirizzato a un pubblico di studenti e musicofili. Ad esso si affiancò ben presto un apposito "Supplemento" mensile dedicato alla musica sacra, con particolare riguardo al mondo dell'organo e degli organisti di chiesa.
Sempre a Cuneo, Bodro riuscì inoltre ad inserirsi nel progetto di riordinamento della locale Scuola Comunale gratuita di Canto, preconizzato dalla Direzione del Teatro e della Musica, nel quale egli venne a trovarsi direttamente coinvolto con la carica di responsabile di Istituto.
In seguito Bodro si trasferì con le proprie attività a Torino, dove fin quasi alla fine del secolo esercitò il mestiere di editore e commerciante. Le fonti confermano che, quantomeno nella sua veste di imprenditore nel campo dell'editoria musicale, rimase attivo a Torino fino al 1897. La sua casa editrice era specializzata in musica sacra e in composizioni educative (operette, vaudeville, farse, canti ginnastici e d'occasione) destinate a collegi, scuole, oratori e giardini d'infanzia. In seguito l'attività si estese anche alla musica da camera, vocale e strumentale.
Ulteriore tappa di Bodro fu probabilmente Milano; qui, tuttavia, le sue tracce diventano più rade, venendosi il suo nome a confondere con quello del figlio Carlo Francesco (a Milano dal 1908), continuatore dell'attività paterna nel campo dell'editoria e del commercio di strumenti musicali.
L'anno e il luogo della morte di Bodro, sopravvenuta probabilmente all'inizio del nuovo secolo, rimangono sconosciuti.